# Rob Bailey
Rob Bailey é um ex-baixista da banda de rock australiana AC/DC. Ele juntou-se à banda em abril de 1974, na época formada por Malcolm Young (guitarra rítmica), Angus Young (guitarra solo), Dave Evans (vocal) e Peter Clack (bateria). 
Foi um dos integrantes mais regulares da seção rítmica da banda durante 1974, continuando até janeiro de 1975, quando foi demitido juntamente com Clack. Apareceu na mais antiga filmagem de vídeo do AC/DC, que se tem registro, o vídeo Last Picture Show Theatre de "Can I Sit Next To You". Após sua saída, o AC/DC não teve um baixista regular até a chegada de Mark Evans em março de 1975; durante esse período a posição foi ocupada por Larry Van Kriedt, Malcolm Young, seu irmão mais velho George Young, e ocasionalmente por Paul Matters.
Bailey foi integrante da banda durante a gravação de seu álbum de estreia High Voltage, embora o crédito para o baixo na gravação tenha ido para George Young.